# ملکه بالیوود
ملکه بالیوود (به انگلیسی: Bollywood Queen) فیلمی محصول سال ۲۰۰۲ و به کارگردانی جرمی وودینگ است. در این فیلم بازیگرانی همچون پریا کالیداس، جیمز مک‌آووی، ری پانتاکی، کیران مک‌مینامین، آمرجیت دیو، ساراج چودهاری، رومی جوتی، ایان مک‌شین، کارن دیوید و اندی بک‌ویت ایفای نقش کرده‌اند.